# سن الرشد

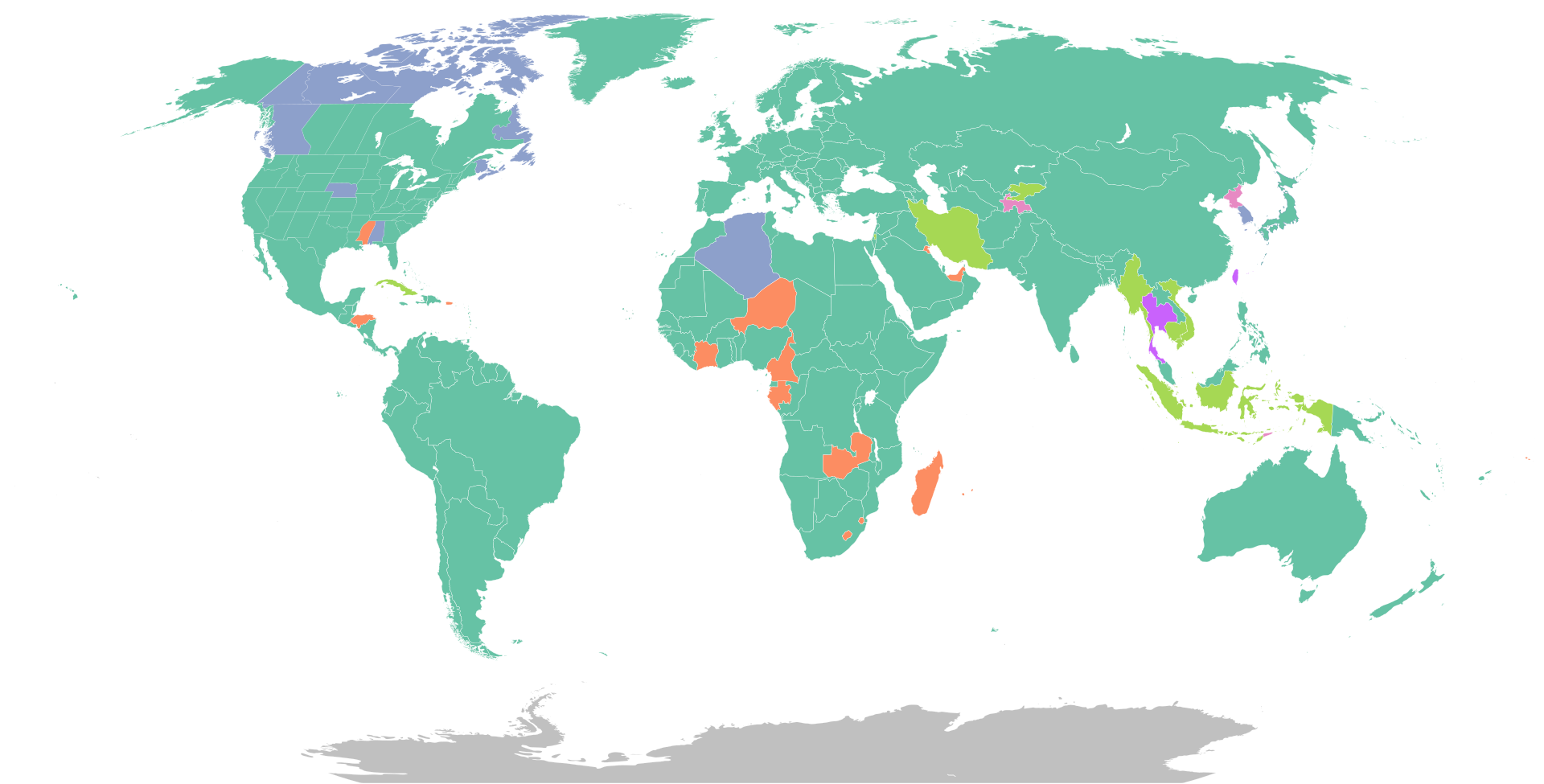
سن الرشد (2022):
21
20
19
18*
17
16*سن الرشد في إسكتلندا هو 16 بينما 18 سنة في باقي المملكة المتحدة

سن الرشد هو السن الذي إذا بلغه الانسان يستطيع تحمل مسؤولية نفسه أمام القانون وتتاح له حقوق الشخص الراشد مثل حق الزواج والانجاب والتصويت في الانتخابات وحق حيازة رخصة قيادة المركبات. أغلب دول العالم تحدد سن ال18 كسن الشخص الراشد في حين توجد دول أخرى تحددها بسن 15 و16 و17 ودول أخرى تصل إلى 19 و20 و21 سنة.